# Rue Decrès
La rue Decrès est une voie du 14e arrondissement de Paris, en France.

## Situation et accès

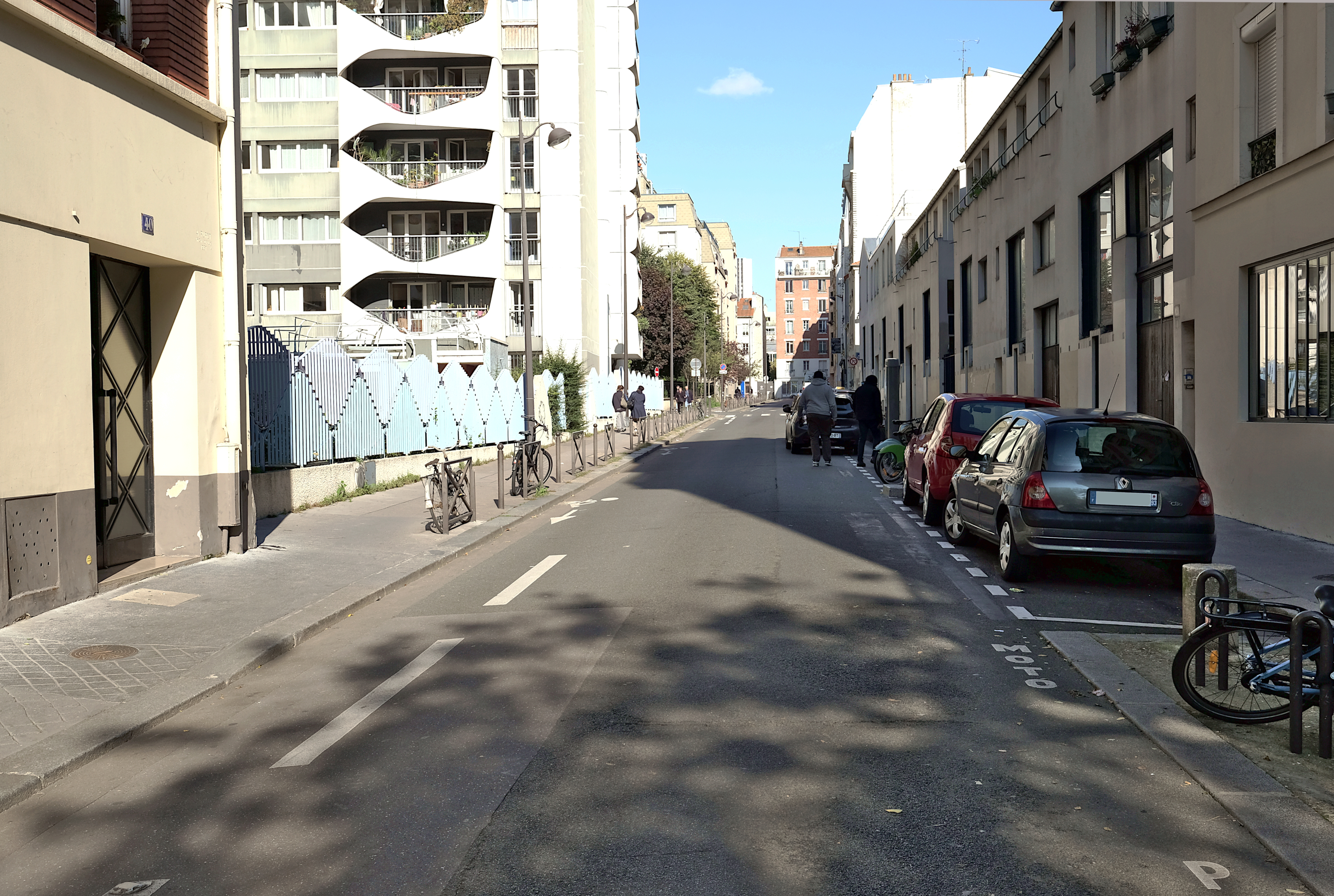
La rue Decrès vue de la rue d'Alésia.

La rue Decrès est une voie publique située dans le 14e arrondissement de Paris. Elle débute au 36, rue de Gergovie et se termine au 172, rue d'Alésia.

## Origine du nom
Elle porte le nom de Denis Decrès (1761-1820), duc d'Empire, vice-amiral, ministre de la Marine.

## Historique
Cette ancienne voie de la commune de Montrouge, sous le nom d'« avenue Meunier », a été rattachée à la voirie de Paris en 1863, sous le nom de « rue Neuve-de-la-Procession », avant de prendre sa dénomination actuelle par décret du 24 août 1864.
Une partie de la voie délimite la ZAC Guilleminot-Vercingétorix.